# Белтень (Вилча)
Белтень, Белтені (рум. Bălteni) — село у повіті Вилча в Румунії. Входить до складу комуни Копечень.
Село розташоване на відстані 180 км на захід від Бухареста, 34 км на захід від Римніку-Вилчі, 77 км на північ від Крайови, 147 км на південний захід від Брашова.

## Населення
За даними перепису населення 2002 року у селі проживали 438 осіб, усі — румуни. Усі жителі села рідною мовою назвали румунську.